# Barbus kerstenii
Barbus kerstenii är en fiskart som beskrevs av Peters, 1868. Barbus kerstenii ingår i släktet Barbus och familjen karpfiskar. IUCN kategoriserar arten globalt som livskraftig. Inga underarter finns listade.